# Lhota pod Hořičkami
Lhota pod Hořičkami är en ort i Tjeckien. Den ligger i den nordöstra delen av landet, 120 km öster om huvudstaden Prag. Lhota pod Hořičkami ligger 342 meter över havet och antalet invånare är 252.
Terrängen runt Lhota pod Hořičkami är platt söderut, men norrut är den kuperad. Terrängen runt Lhota pod Hořičkami sluttar söderut.Runt Lhota pod Hořičkami är det ganska glesbefolkat, med 40 invånare per kvadratkilometer. Närmaste större samhälle är Trutnov, 16,6 km norr om Lhota pod Hořičkami. Trakten runt Lhota pod Hořičkami består till största delen av jordbruksmark.